# Eparquía de Piana
La eparquía de Piana o de Piana de los albaneses (en latín: Eparchia Planensis Albanensium, en italiano: Eparchia di Piana degli Albanesi y en albanés: Eparhia e Horës së Arbëreshëvet) es una circunscripción eclesiástica de la Iglesia católica en Italia. Se trata de una eparquía bizantina en Italia, inmediatamente sujeta a la Santa Sede. Desde el 25 de febrero de 2020 es sede vacante y su administrador apostólico es el cardenal arzobispo Francesco Montenegro.

## Territorio y organización

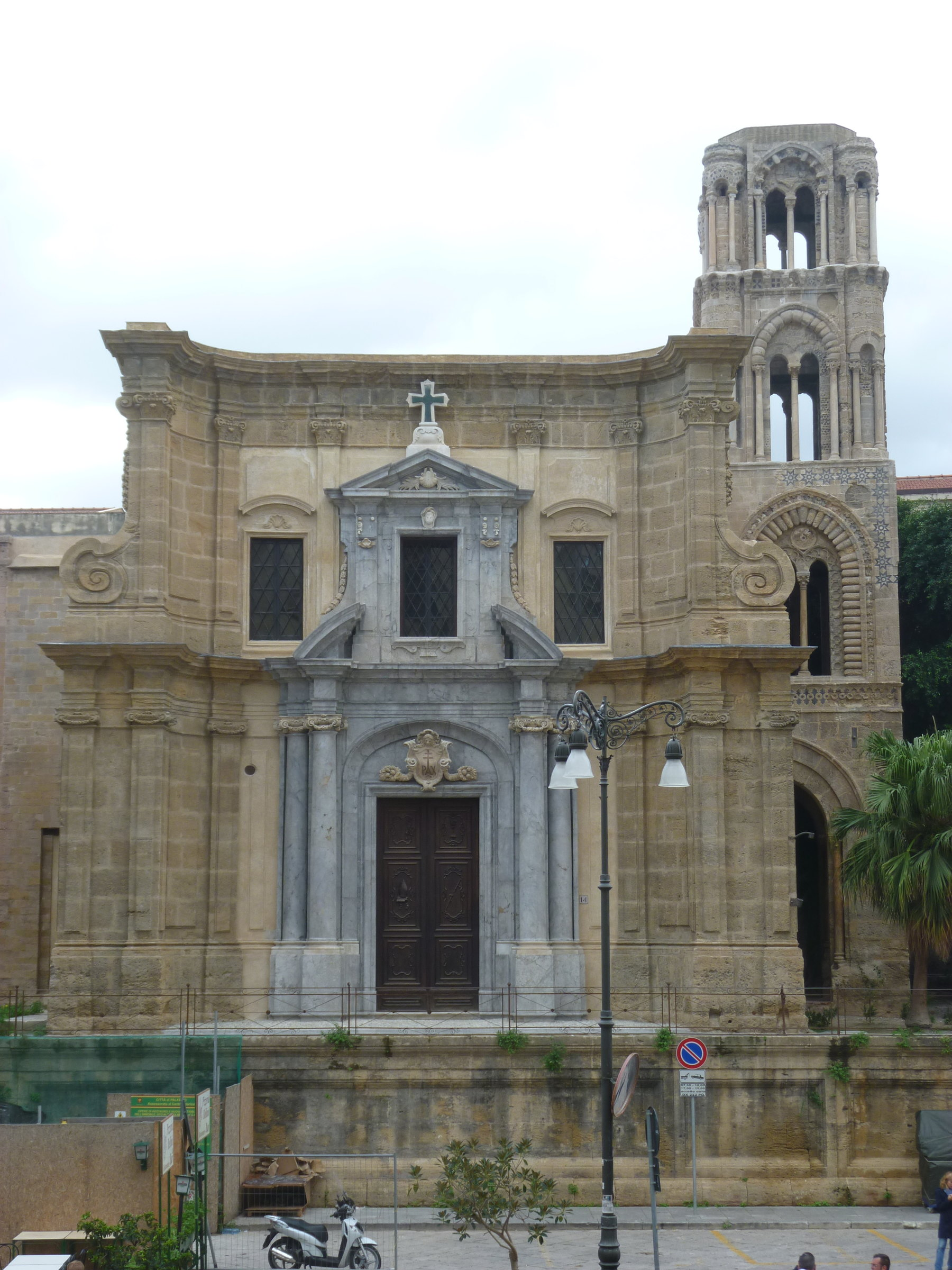
Concatedral de San Nicolas de los griegos en la Martorana, en Palermo

La eparquía tiene 418 km² y extiende su jurisdicción sobre los fieles católicos de rito bizantino ítalo-albanés residentes en la región de Sicilia. Tiene jurisdicción exclusiva sobre los fieles bizantinos y latinos residentes en las 5 comunas dispersas arbëreshë de: Piana degli Albanesi, Contessa Entellina, Mezzojuso, Palazzo Adriano y Santa Cristina Gela, ubicadas en la provincia de Palermo. Comprende además la parroquia ad personam de la concatedral de Palermo, para los bizantinos de residentes en la ciudad. Para el clero latino existe un delegado del eparca.

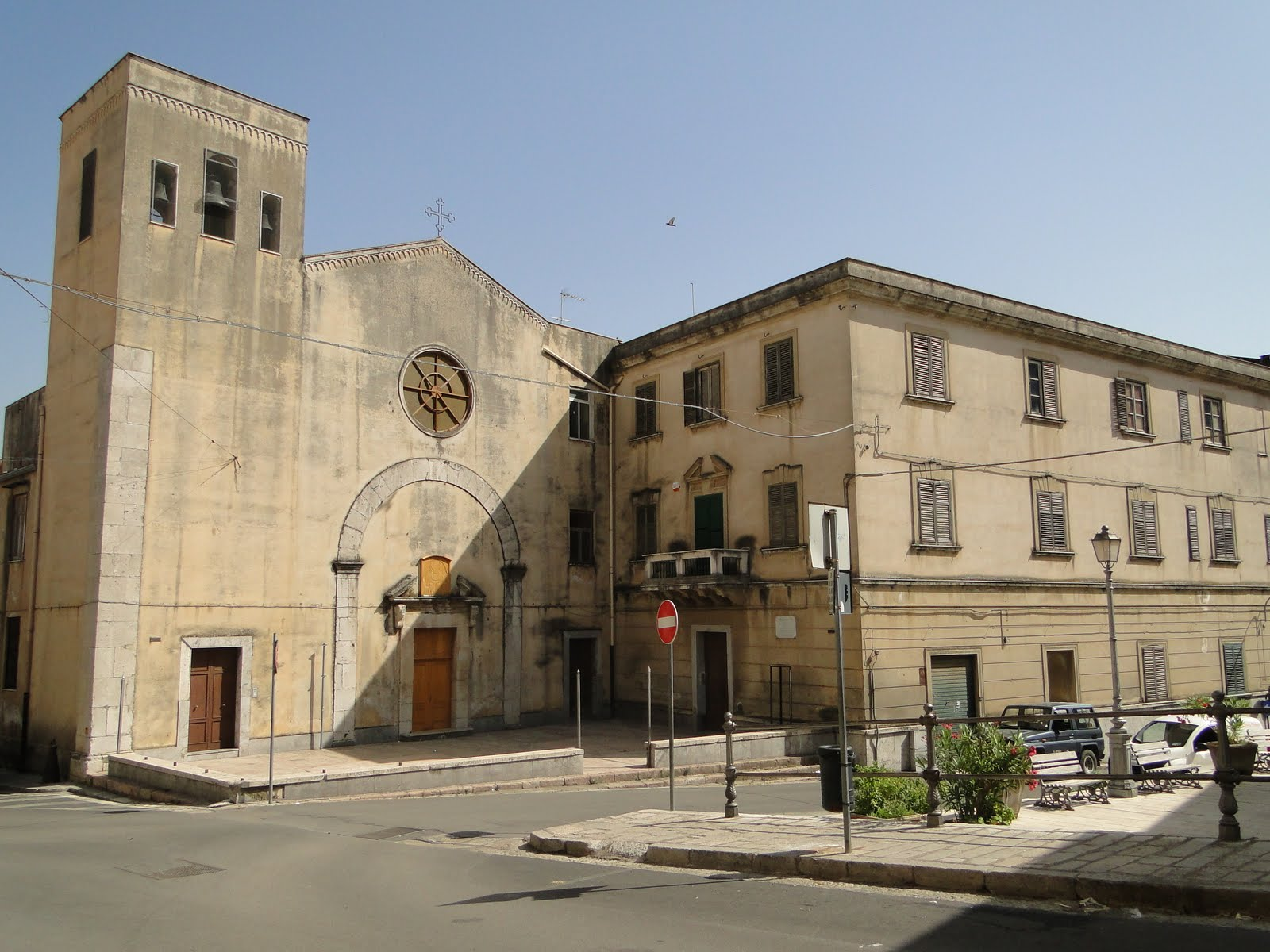
Episcopio y seminario eparquial contiguo, heredero del destruido seminario ítalo-albanés de Palermo (1734)

La sede de la eparquía se encuentra en la ciudad de Piana degli Albanesi en donde se halla la Catedral de San Demetrio el Mártir de Tesalónica. En Palermo se encuentra la Concatedral de San Nicolas de los griegos en la Martorana.

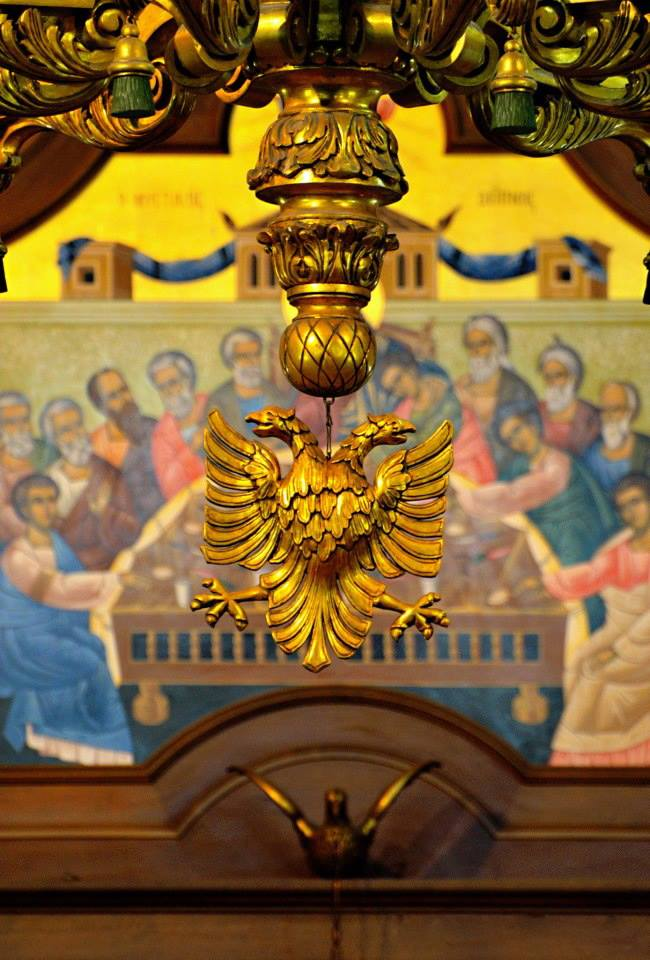
El águila bicéfala, símbolo de los albaneses, en la catedral.

En 2021 en la eparquía existían 16 parroquias (11 de rito bizantino y 5 de rito latino):
- En Piana degli Albanesi:
  - Catedral de San Demetrio el Mártir de Tesalónica
  - San Giorgio Megalomartire
  - Santissima Maria Odigitria
  - San Vito Martire [de rito latino, anteriormente bizantino]
  - Santissima Annunziata
  - Sant'Antonio il Grande
- En Contessa Entellina: 
  - Santissima Annunziata e San Nicolò (iglesia matriz)
  - Maria Santissima delle Grazie (o della Favara) [de rito latino, anteriormente bizantino]
  - Maria Santissima Regina del Mondo
- En Mezzojuso: 
  - San Nicolò di Mira (iglesia matriz)
  - Maria Santissima Annunziata [de rito latino, anteriormente bizantino]
- En Palazzo Adriano:
  - Maria Santissima Assunta (iglesia matriz)
  - Maria Santissima del Lume [de rito latino, anteriormente bizantino]
- En Santa Cristina Gela:
  - Santa Cristina [de rito latino, anteriormente bizantino]
- En Palermo: 
  - San Nicolò degli Italo-Albanesi alla Martorana (concatedral, ad personam) (también incluye Santa Macrina de las monjas basilianas)

Entre 1904 y 1946 la eparquía poseyó una parroquia de rito bizantino en Nueva York, en el Bajo Manhattan, la iglesia de Nuestra Señora de Gracia para los fieles ítalo-albaneses que allí emigraron.
En el territorio eparquial están presentes órdenes religiosas femeninas y masculinas que profesan el rito bizantino, tales como Congregación de las Hermanas Coleginas de la Sagrada Familia, la congregación de las Basilianas Hijas de Santa Macrina y la Orden Basiliana de Grottaferrata.
El seminario eparquial ítalo-albanés está activo en Piana degli Albanesi. También en Piana degli Albanesi se encuentra el colegio de las monjas ítalo-albanesas de las SS. el Niño Jesús y la Sagrada Familia, conocida con el nombre de "Collegine", cuyas monjas también están presentes en Mezzojuso. En Mezzojuso y Piana degli Albanesi se encuentran los monasterios basilianos, confiados a los monjes ítalo-albaneses de la Congregación de San Nilo de Grottaferrata. Además, en Mezzojuso se encuentra la Casa General de las Hermanas Basilianas italo-albanesas, repartidas por toda la eparquía y en Palermo. En Palermo, la propiedad de la eparquía es el antiguo seminario ítalo-albanés, entre la calle del mismo nombre y la Piazza Padre Giorgio Guzzetta, y el área entre Via Angiò y Cortile Seminario Greco con la antigua villa y la capilla bizantina contigua que fueron el Sede de verano del Seminario.
Un importante patrimonio acumulado durante siglos a partir de donaciones borbónicas y legados de miembros privados de la propia comunidad ítalo-albanesa fue absorbido por la eparquía eclesiástica con su erección.

## Historia
Los arbëreshë o ítalo-albaneses son un grupo étnico albanés que se estableció en Italia a consecuencia de la emigraciones de 1448, 1461, 1468, 1478, 1482 y 1491, en el momento de la caída de Constantinopla, y por lo tanto del Imperio bizantino, cuando sus países de origen (Albania, Epiro y Macedonia) cayeron bajo la dominación del Imperio otomano. En 1534 la emigración procedió de las regiones albanesas (arvaniti) del Morea y Ática. En general, los exiliados albaneses se establecieron en lugares abandonados o fundaron nuevas aldeas, exportando su herencia cultural, lingüística y religiosa.
Los albaneses en Italia dieron pruebas de fidelidad a la Santa Sede, pero sin embargo, hubo problemas con las comunidades de rito bizantino en comunión con el papa, mientras seguían las tradiciones rituales y espirituales de la Iglesia ortodoxa. Estas relaciones tensas con las comunidades de rito bizantino dieron oportunidad al papa Clemente VIII de aprobar una declaración el 31 de mayo de 1595 que limitó en gran medida las actividades religiosas de los albaneses. Las medidas fueron confirmadas por el papa Benedicto XIV con la bula Etsi pastoralis de 26 de mayo de 1742. En 1734 fue fundado el seminario ítalo-albanés de Palermo.
Con la bula In Apostolicae Sedis specula del 13 de enero de 1576, el papa Gregorio XIII instituyó en Roma el colegio griego para la formación de los sacerdotes ítalo-albaneses de rito griego.
En 1609 Andrea Reres construyó el monasterio basiliano de Mezzojuso.
A partir de 1660 los primeros monjes basilianos ítalo-albaneses fueron a Chimarra (Albania); al mismo tiempo, sacerdotes albaneses de Sicilia eran misioneros en Albania (diócesis de Durrës, incluida la región de Epiro-Cyamur), ordenando obispos para la hermana Iglesia católica bizantina albanesa de 1660 a 1769.
En 1716 el Oratorio San Filippo Neri en Piana degli Albanesi fue fundado por el padre Giorgio Guzzetta para los sacerdotes célibes de "rito griego".
En 1731 se fundó el Colegio de María en Piana degli Albanesi para la formación de jóvenes ítalo-albanesas de Sicilia en su propio rito y tradición.
El 19 de diciembre de 1734 se instaló en Palermo el seminario ítalo-albanés, que permitió formar un clero siguiendo la tradición oriental, pero al mismo tiempo fiel a la jerarquía local.
Las disposiciones sobre la libertad de culto de los ítalo-albaneses fueron confirmadas por el papa Benedicto XIV con la bula Etsi pastoralis del 26 de mayo de 1742.
El 6 de febrero de 1784 fue erigido un ordinariato de rito bizantino para los albaneses en Sicilia, mediante la bula Commissa Nobis del papa Pío VI. No se trataba de una diócesis, pero se preveía la presencia de un obispo para poder ordenar a los sacerdotes formados en el seminario ítalo-albanés de Palermo. El primer obispo fue Giorgio Stassi, obispo titular de Lampsacó. Previamente los fieles albaneses y sus sacerdotes ortodoxos no tenían derechos y corrían el riesgo de ser asimilados en el rito romano. Esto ocurrió hacia 1840 en la parroquia de Santa Cristina Gela. Hasta ese momento la mayoría de los fieles de la parroquia eran bizantinos y unos pocos latinos eran asistidos por un capellán que llegaba ocasionalmente. El párroco Gaetano Arcoleo pasó al rito latino por motivos personales y todos los fieles de la parroquia lo siguieron apoyados en un movimiento de autonomía respecto de la comuna de Piana dei Greci.
El 12 de noviembre de 1820 el papa Pío VII con la bula Incumbentes in eam curam estableció la colegiata de San Demetrio en Piana degli Albanesi, entonces llamada Piana dei Greci.
En 1867 el papa Pío IX renunció a la primacía del rito latino sobre los demás ritos y eso fue el comienzo de algunas aperturas de la Santa Sede en el último tercio del siglo XIX.
En 1879 se fundó en Palermo el Convitto Saluto, una obra benéfica para estudiantes ítalo-albaneses.
En 1888 los ítalo-albaneses enviaron una petición al papa para reclamar por su autonomía eclesiástica.
Después de la erección de la eparquía de Lungro en Calabria en 1919, el 26 de octubre de 1937 la bula Apostolica Sedes del papa Pío XI marcó la erección de la eparquía de Piana de los griegos (Piana dei Greci), con jurisdicción sobre los fieles de rito bizantino de Sicilia.

Quare, suppleto, quatenus opus sit, quorum intersit vel eorum qui sua interesse praesumant consensu, de Nostrae Apostolicae potestatis plenitudine, novam in Sicilia erigimus et constituimus byzantini ritus dioecesim seu eparchiam, Nobis et Sedi Apostolicae immediate subiectam, cui nomen erit Planensis Graecorum, quamque his quae sequuntur legibus regi et gubernari volumus ac decernimus. I. Ad novam hanc dioecesim pertinebunt paroeciae omnes Planensis Graecorum urbis, quas idcirco ab archidioecesi Montis Regalis seiungimus, atque paroecia S. Christinae Gelae, quam ab archidioecesi Panormitana pariter seiungimus.

La nueva eparquía recibió jurisdicción sobre:
- el clero y los fieles de rito bizantino en Sicilia (la comunidad albanesa)
- todas las parroquias bizantinas y la parroquia latina de la comuna de Piana dei Greci (separadas de la arquidiócesis de Monreale) y la parroquia latina de la comuna de Santa Cristina Gela (separada de la arquidiócesis de Palermo)
- el Seminario ítalo-albanés de Palermo (1734)
- la parroquia personal de San Nicola di Mira [dei Greci] (1501) de Palermo, adyacente al seminario
- la iglesia de Santa Maria dell'Ammiraglio de Palermo, construida en 1143 para los fieles del rito griego por Giorgio de Antioquía, almirante del rey Roger II de Sicilia que volvió, después de largos siglos, al rito griego en 1937 gracias a los italo-albaneses.

Aunque con gran influencia y frecuentación de la población y clase sacerdotal ítalo-albanesa, la abadía S. Maria La Gala, las iglesias de Santa Maria del Graffeo y de S. Nicolò en Mesina, así como la iglesia Madonna de Damasco en La Valeta en Malta, fueron consideradas pero al final no incluidas en la jurisdicción de la eparquía. Las ciudades de Sant'Angelo Muxaro, Biancavilla, Bronte y San Michele di Ganzaria no fueron incluidas en el territorio de la eparquía, ya que tanto el elemento bizantino como el étnico habían desaparecido hacía tiempo. La nueva eparquía también poseía varias tierras agrícolas donde jóvenes seminaristas menores pasaban sus vacaciones (una grande en Palermo, así como en Santa cristina Gela, por ejemplo). La eparquía se convirtió copropietaria del Convitto universitario ítalo-albanés "F. Soluto", fundado en Palermo en 1879 con el nombre del benefactor de Piana degli Albanesi, para facilitar a los jóvenes académicos de las comunidades albanesas de Sicilia.
Quedaron incluidas en la nueva diócesis las parroquias de rito bizantino de Mezzojuso (separada de la arquidiócesis de Palermo), de Contessa Entellina y de Palazzo Adriano (separadas de la arquidiócesis de Monreale).
El 25 de octubre de 1941 la eparquía recibió el nombre de Piana de los Albaneses en reemplazo de Piana de los Griegos, por decreto de la Congregación para la Iglesia Oriental. En 1943 la iglesia de Santa Maria dell'Ammiraglio se convirtió en la parroquia personal de San Nicolò dei Greci (alla Martorana), debido a que el bombardeo del 9 de mayo destruyó la iglesia de San Nicolò y Santa Sofia dei Greci, sede de la parroquia-bizantina albanesa de Palermo.
El 8 de julio de 1960 con el bula Orientalis Ecclesiae del papa Juan XXIII se asignó a la jurisdicción de la eparquía también las parroquias latinas de los municipios de Contessa Entellina, Mezzojuso y Palazzo Adriano.

Placet ea municipia quae diximus eorumque Sacerdotes ac fideles omnes tum Graeci tum Latini ritus, una cum omnibus paroeciis, templis, oratoriis publicis et semipublicis domibusque religiosis tum virorum tum mulierum ibi incolentium, sub unius Episcopi Planensis Graecorum potestatem ac iuris dictionem redigere, prorsus exstincta Archiepiscopi Panormitani in municipium Mezzoiuso, Archiepiscopi Montis Regalis in municipia Contessa Entella et Palazzo Adriano iuris dictione. Quam ob rem, consequens est ut, vacantibus Latini ritus paroeciis Episcopus Planensis Graecorum ad iuris normam provideat, cessante iure Ordinarii Montis Regalis quemlibet praesentandi.

La eparquía fue confiada a la administración apostólica de los arzobispos de Palermo hasta 1967, cuando fue elegido el primer eparca, ya desde 1937 obispo auxiliar y vicario general.

## Estadísticas
Según el Anuario Pontificio 2022 la eparquía tenía a fines de 2021 un total de 23 120 fieles bautizados.
| Año                                                                             | Población            | Población | Población      | Sacerdotes | Sacerdotes    | Sacerdotes    | Bautizados por sacerdote | Diáconos permanentes | Religiosos | Religiosos | Parroquias |
| Año                                                                             | Bautizados católicos | Total     | % de católicos | Total      | Clero secular | Clero regular | Bautizados por sacerdote | Diáconos permanentes | Varones    | Mujeres    | Parroquias |
| ------------------------------------------------------------------------------- | -------------------- | --------- | -------------- | ---------- | ------------- | ------------- | ------------------------ | -------------------- | ---------- | ---------- | ---------- |
| 1948                                                                            | 20 500               | 20 500    | 100.0          | 27         | 21            | 6             | 759                      |                      | 8          | 29         | 11         |
| 1970                                                                            | 35 100               | 35 129    | 99.9           | 35         | 28            | 7             | 1002                     |                      | 9          | 65         | 15         |
| 1980                                                                            | 33 180               | 33 234    | 99.8           | 27         | 22            | 5             | 1228                     |                      | 6          | 67         | 14         |
| 1990                                                                            | 28 400               | 30 000    | 94.7           | 26         | 23            | 3             | 1092                     | 3                    | 4          | 53         | 15         |
| 1999                                                                            | 28 500               | 30 000    | 95.0           | 27         | 25            | 2             | 1055                     | 2                    | 3          | 41         | 15         |
| 2000                                                                            | 28 500               | 30 000    | 95.0           | 27         | 25            | 2             | 1055                     | 2                    | 3          | 41         | 15         |
| 2001                                                                            | 28 500               | 30 000    | 95.0           | 29         | 27            | 2             | 982                      | 2                    | 3          | 41         | 15         |
| 2002                                                                            | 28 500               | 30 000    | 95.0           | 33         | 30            | 3             | 863                      | 2                    | 4          | 42         | 15         |
| 2003                                                                            | 28 500               | 30 000    | 95.0           | 32         | 30            | 2             | 890                      | 3                    | 3          | 121        | 15         |
| 2004                                                                            | 28 500               | 30 000    | 95.0           | 32         | 30            | 2             | 890                      | 1                    | 7          | 118        | 15         |
| 2009                                                                            | 28 500               | 30 000    | 95.0           | 31         | 30            | 1             | 919                      | 4                    | 21         | 139        | 15         |
| 2013                                                                            | 29 000               | 30 500    | 95.1           | 28         | 27            | 1             | 1035                     | 4                    | 21         | 138        | 15         |
| 2016                                                                            | 23 000               | 24 225    | 94.9           | 24         | 24            |               | 958                      | 4                    | 4          | 55         | 15         |
| 2019                                                                            | 23 300               | 24 200    | 96.3           | 27         | 25            | 2             | 862                      | 3                    | 15         | 52         | 15         |
| 2021                                                                            | 23 120               | 24 000    | 96.3           | 26         | 24            | 2             | 889                      | 3                    | 16         | 47         | 16         |
| Fuente: Catholic-Hierarchy, que a su vez toma los datos del Anuario Pontificio. |                      |           |                |            |               |               |                          |                      |            |            |            |

## Episcopologio

### Obispos ordinarios para los albaneses de Sicilia
- Giorgio Stassi † (25 de junio de 1784-26 de marzo de 1802 falleció)[13]
- Giuseppe Guzzetta † (29 de marzo de 1802-1813 falleció)[13]
- Francesco Chiarchiaro † (23 de septiembre de 1816-1834 falleció)[13]
- Giuseppe Crispi † (20 de diciembre de 1835-10 de septiembre de 1859 falleció)[13]
- Agostino Franco † (1860-1877 falleció)[nota 3]
- Giuseppe Masi † (29 de enero de 1878-11 de abril de 1903 falleció)[nota 4]
- Paolo Schirò † (5 de febrero de 1904-12 de septiembre de 1941 falleció)[nota 5]

### Obispos de la eparquía
- Sede vacante (1937-1967)

- Giuseppe Perniciaro † (12 de julio de 1967-31 de mayo de 1981 renunció)
- Ercole Lupinacci † (25 de marzo de 1981-30 de noviembre de 1987 nombrado eparca de Lungro de los ítalo-albaneses)
- Sotìr Ferrara † (15 de octubre de 1988-8 de abril de 2013 retirado)[nota 7]
- Giorgio Demetrio Gallaro (31 de marzo de 2015-25 de febrero de 2020 nombrado secretario de la Congregación para las Iglesias Orientales[nota 8])
  - Sede vacante (desde 2020)
  - Francesco Montenegro, desde el 19 de junio de 2023 (administrador apostólico)

## Galería de imágenes

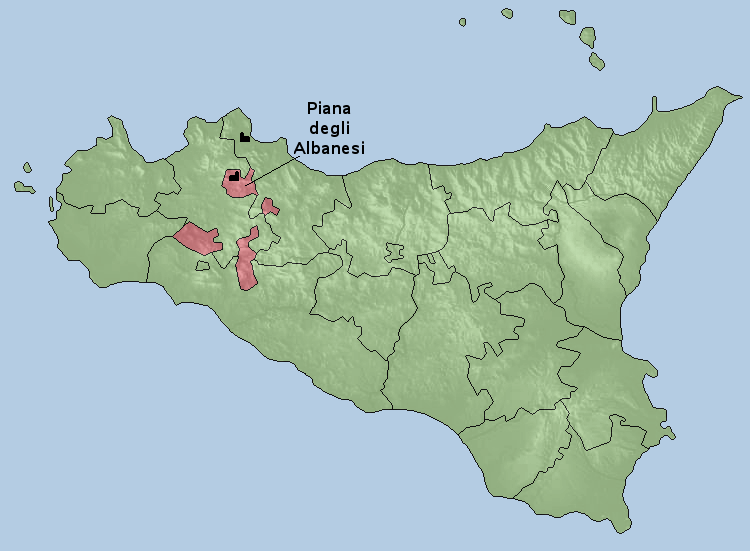
Parroquias de la eparquía en Sicilia
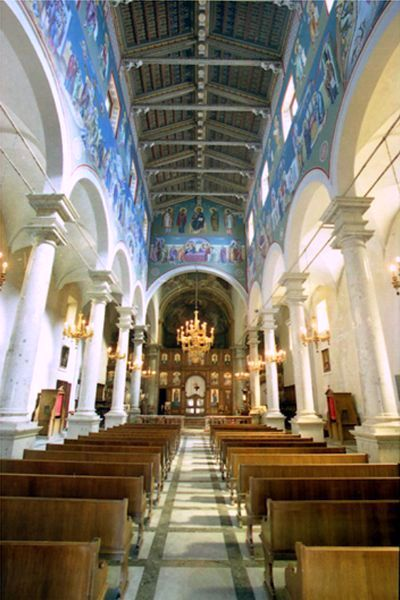
Interior de la catedral San Demetrio Megalomartire
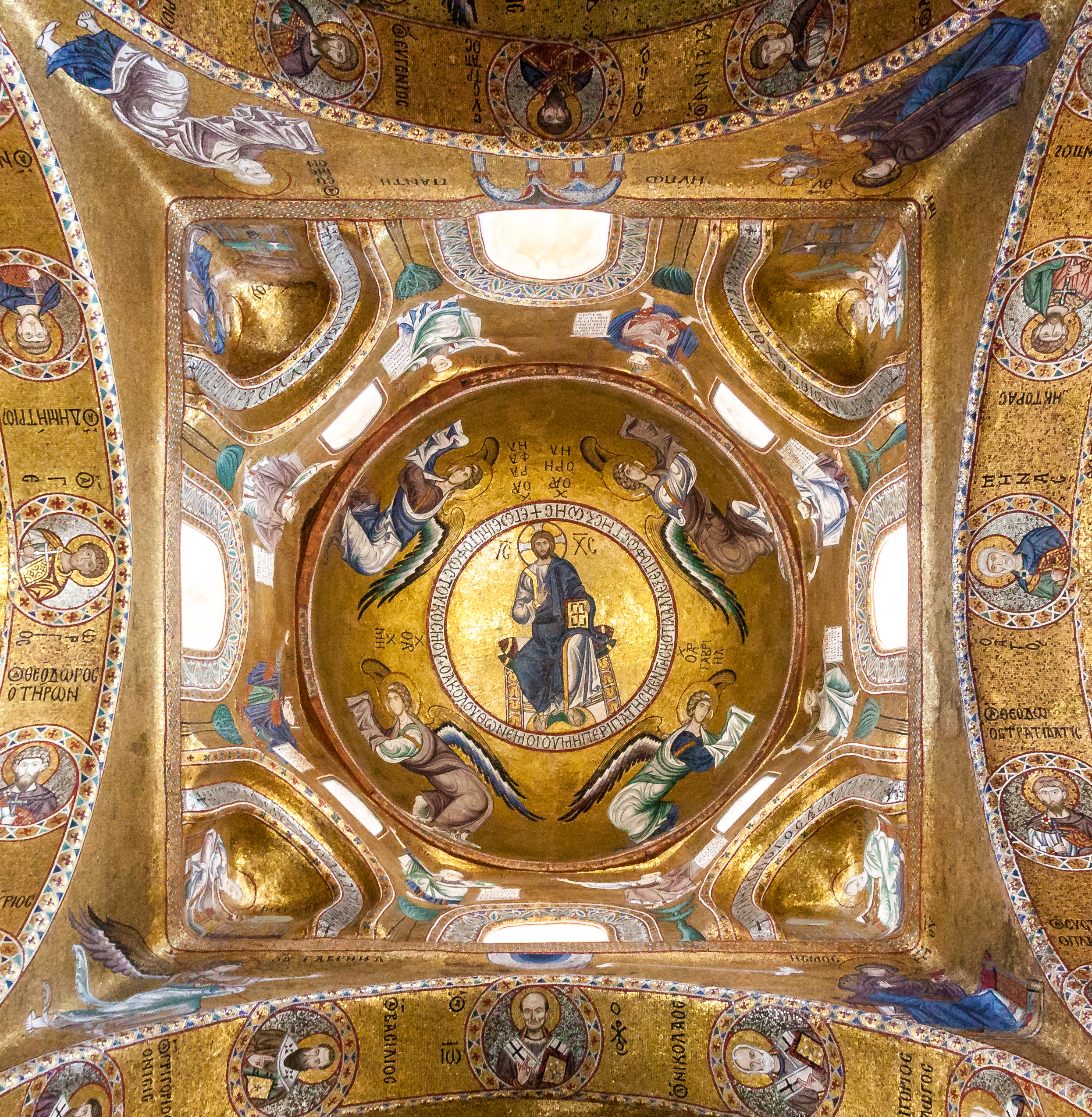
Mosaico de la cúpula en la parroquia Iglesia de Santa Maria dell'Ammiraglio